# Ван Дунсин
Ван Дунси́н (кит. упр. 汪东兴, пиньинь Wāng Dōngxīng; 1 января 1916 — 21 августа 2015) — китайский коммунистический политик и военный, руководил Главным управлением ЦК КПК и Центральным бюро безопасности КПК. Командовал личной охраной Мао Цзэдуна — Отрядом 8341. Осенью 1976 активно участвовал в разгроме «Банды четырёх». Придерживался ортодоксальных маоистских взглядов. Принадлежал к ближайшим сподвижникам Хуа Гофэна, состоял в высшем партийном руководстве, до 1980 являлся заместителем председателя ЦК КПК. В период реформ Дэн Сяопина отстранён от должностей и выведен из политики.

## Партия, армия, война
Родился в бедной крестьянской семье из провинции Цзянси. В 15-летнем возрасте примкнул к китайскому комсомолу, с 1932 состоял в Компартии Китая и китайской Красной армии. В во время боёв 1934 командовал подразделением коммунистических «коммандос» в Цзянси. Участвовал в Великом походе и китайско-японской войне. Занимал посты в политическом аппарате НОАК.
Во второй половине 1940-х годов Ван Дунсин играл видную роль в организации наступления НОАК на позиции гоминьдановских войск в провинциях Шаньдун и Шаньси. С 1949 он был приближен к Мао Цзэдуну, возглавил службу безопасности ЦК КПК. Отвечал также за вопросы логистики и миграции.

## Силовик ЦК и телохранитель Мао Цзэдуна. В годы Культурной революции
В апреле 1949, за полгода до провозглашения КНР, Ван Дунсин возглавил Главное управление безопасности ЦК КПК, впоследствии переименованное в Центральное бюро безопасности КПК. В 1950 получил пост заместителя министра общественной безопасности Ло Жуйцина. С июня 1953 — командовал «Отрядом 8431» (ныне — «Отряд 61889»), задачей которого являлась охрана Мао Цзэдуна и других членов высшего руководства КПК. В 1955 получил воинское звание генерала НОАК.
В 1959—1960 Ван Дунсин возглавлял комитет КПК в Цзянси. Затем вновь был возвращён в Пекин и занял пост в Министерстве общественной безопасности.
Ван Дунсин играл не первостепенную, но заметную роль в партийном и карательном аппарате периода Культурной революции. С 1964 он вновь возглавлял Центральное бюро безопасности КПК и охрану Мао Цзэдуна. В 1965 сменил Ян Шанкуня на посту руководителя Главного управления ЦК КПК, осуществляющего административные и информационные функции. С 1969 Ван Дунсин — кандидат в члены Политбюро ЦК КПК.
В 1971 позиции Ван Дунсина оказались подорваны подозрениями в причастности к «заговору Линь Бяо» и подготовке покушения на Мао Цзэдуна. Некоторое время Ван Дунсин провёл в лагере «трудового перевоспитания». Однако его лояльность Мао была несомненна, и вскоре он был возвращён на прежние посты и вновь приближен к Мао Цзэдуну. Сам Мао Цзэдун говорил о своём особом доверии Ван Дунсину как «главному телохранителю»: «Он не любит бессмысленной осторожности. Он всегда пойдёт со мной».

## Разгром «Банды четырёх». В высшем руководстве
Мао Цзэдун умер 9 сентября 1976, его преемником во главе ЦК КПК стал Хуа Гофэн. «Банда четырёх» во главе с вдовой Мао Цзян Цин и шанхайским партийно-административным руководителем Чжан Чуньцяо готовила захват верховной власти и распределение между собой высших партийных и государственных постов. Хуа Гофэн и министр обороны маршал Е Цзяньин приняли упреждающие меры. К ним примкнул Ван Дунсин, которому также не отводилась места в планах Цзян Цин и Чжан Чуньцяо. 6 октября 1976 члены «Банды четырёх» были арестованы «Отрядом 8341».
Важная роль Ван Дунсина в разгроме «Банды четырёх» повысила его статус в партийном руководстве. В августе 1977 он был кооптирован в высший орган партийной власти — Постоянный комитет Политбюро ЦК КПК. Он занял пост заместителя председателя ЦК Хуа Гофэна, наряду с такими влиятельными деятелями, как Дэн Сяопин, Е Цзяньин и Ли Сяньнянь. Он продолжал руководить Главным управлением и Управлением безопасности ЦК, командовал «Отрядом 8341», редактировал издание сочинений Мао Цзэдуна, курировал подготовку партийных идеологических кадров. В этот период Ван Дунсин являлся одним из высших партийно-государственных руководителей.
Несмотря на своё участие в ликвидации «Банды четырёх» (в членах которой он видел личных противников), Ван Дунсин придерживался ортодоксально-маоистских взглядов и не был сторонником реформ Дэн Сяопина. В феврале 1977 он выступил с установочной статьёй в «Жэньминь жибао», призвав в духе позиции Два абсолюта «неуклонно следовать заветам председателя Мао». Это в целом соответствовало курсу Хуа Гофэна, но вело к конфликту с Дэн Сяопином, который быстро приобрёл решающее влияние.

## Устранение из политики
В ноябре-декабре 1978 в Пекине состоялась конференция ЦК КПК. Мероприятие, запланированное для обсуждения хозяйственных вопросов, приняло политический характер. Были политически реабилитированы жертвы репрессий Культурной революции, подверглись осуждению деятели репрессивного аппарата и маоистские догматики — в том числе Ван Дунсин, прозванный «попугаем Хуа Гофэна». В декабре 1978 III пленум ЦК КПК концептуально утвердил «Политику реформ и открытости», сформулированную Дэн Сяопином. Влияние Хуа Гофэна и его сторонников, включая Ван Дунсина, было необратимо подорвано. После пленума он был смещён с большинства своих постов: Главное управление ЦК возглавил Яо Илинь, Центральное бюро безопасности — Ян Инь, редактирование изданий Мао Цзэдуна перешло к Ху Яобану.
В феврале 1980 пленум ЦК КПК вывел Ван Дунсина из Постоянного комитета Политбюро. Были также отстранены от должностей другие сторонники Хуа Гофэна — бывший глава партийной организации и мэр Пекина У Дэ, бывший вице-премьер Госсовета КНР Цзи Дэнкуй и командующий Пекинским военным округом Чэнь Силянь. Эта группа ортодоксальных маоистов, участвовавшая в разгроме группировки Цзян Цин, но выступавшая против реформ, получила название «Малая банда четырёх». Их отставка открыла путь к возвышению Ху Яобана и Чжао Цзыяна, принципиальных сторонников Дэн Сяопина.
До 1987 Ван Дунсин оставался членом ЦК — тем самым демонстрировалось, что новое руководство КПК не прибегает к репрессиям против проигравших в политической борьбе. После XIII съезда КПК Ван Дунсин окончательно отошёл от политики.

## Кончина
После отставки Ван Дунсин не вмешивался в политические процессы и не выступал публично. Однако он написал мемуары, в которых позитивно отзывался о Дэн Сяопине, несмотря на известные трудности в отношениях между ними.
После кончины Ван Дунсина 21 августа 2015 агентство Синьхуа опубликовало некролог, в котором он был назван «выдающимся коммунистом, испытанным борцом за дело Коммунистической партии Китая». При этом возраст Ван Дунсина в сообщении Синьхуа был определён не в 99, а в 100 лет.
Сложности его политической биографии в некрологе не отражены. Быстрые и эффективные действия Ван Дунсина против «Банды четырёх» рассматриваются как более значимые, нежели теоретические расхождения с Дэн Сяопином.

## Семья
Е Яосянь — жена Ван Дунсина — служила в медперсонале НОАК, затем в Управлении безопасности ЦК КПК.
Ван Чунпинь — сын Ван Дунсина — служил на Северном флоте ВМС КНР, потом работал на телеграфе.
Ван Жэнькай — сын Ван Дунсина — служил в Управлении безопасности ЦК КПК, состоял в Центральном военном совете КНР.
Ван Ян — дочь Ван Дунсина — была его секретарём.
Ван Сяоянь — дочь Ван Дунсина — служила в Министерстве общественной безопасности КНР.